# 1 Mamyr
1 Mamyr (kasachisch 1 Мамыр, bis 2021 kasachisch Первое Мая Perwoje Maja, deutsch Erster Mai) ist ein kasachisches Dorf. Es liegt im Qoschqarata auyldyq okrugi im Audan Keles im Gebiet Türkistan. Der KATO-Code ist 515471780. Der Ort liegt 2 Kilometer südlich von Abai.

## Bevölkerung
1999 zählte das Dorf 2537 Einwohner (1274 Männer und 1263 Frauen). Laut der Volkszählung von 2009 hatte das Dorf 2786 Einwohner (1426 Männer und 1360 Frauen).